# Schöpfl
Schöpfl är ett berg i Österrike.   Det ligger i distriktet Sankt Pölten-Land och förbundslandet Niederösterreich, i den östra delen av landet, 40 km väster om huvudstaden Wien. Toppen på Schöpfl är 893 meter över havet, eller 343 meter över den omgivande terrängen. Bredden vid basen är 31 km.
Terrängen runt Schöpfl är huvudsakligen lite kuperad. Närmaste större samhälle är Eichgraben, 10,7 km nordost om Schöpfl. 
I omgivningarna runt Schöpfl växer i huvudsak blandskog. Runt Schöpfl är det ganska tätbefolkat, med 160 invånare per kvadratkilometer.